# Stanowoje (Kaliningrad)
Stanowoje (russisch Становое, deutsch Norwilkischken, 1938 bis 1946 Argenflur, litauisch Norvilkiškiai) ist ein Ort in der russischen Oblast Kaliningrad. Er gehört zur kommunalen Selbstverwaltungseinheit Stadtkreis Neman im Rajon Neman.

## Geographische Lage
Stanowoje liegt am Flüsschen Arge (russisch: Slaja), 17 Kilometer südwestlich der Kreisstadt Neman (Ragnit) unmittelbar südlich von Schilino (Szillen) an der Kommunalstraße 27K-069 nach Uljanowo (Kraupischken/Breitenstein). Die nächste Bahnstation ist Schilino an der zurzeit nicht betriebenen Bahnstrecke Tschernjachowsk–Sowetsk (Insterburg–Tilsit).

## Geschichte
Das kleine einst Norwilkischken genannte Dorf war zwischen 1874 und 1945 in den Amtsbezirk Szillen (ab 1939 in „Amtsbezirk Schillen“ umbenannt) eingegliedert und gehörte bis 1922 zum Kreis Ragnit, danach zum Landkreis Tilsit-Ragnit im Regierungsbezirk Gumbinnen der preußischen Provinz Ostpreußen. Norwilkischken wurde am 3. Juni – mit amtlicher Bestätigung vom 16. Juli – des Jahres 1938 aus politisch-ideologischen Gründen der Vermeidung fremdländisch klingender Ortsnamen in „Argenflur“ umbenannt.
In Kriegsfolge kam das Dorf 1945 mit dem gesamten nördlichen Ostpreußen zur Sowjetunion. Es erhielt 1950 die russische Bezeichnung „Stanowoje“ und wurde gleichzeitig in den Dorfsowjet Schilinski selski Sowet im Rajon Sowetsk eingeordnet. Von 2008 bis 2016 gehörte Stanowoje zur Landgemeinde Schilinskoje selskoje posselenije und seither zum Stadtkreis Neman.

### Einwohnerentwicklung
| Jahr | Einwohner |
| ---- | --------- |
| 1910 | 243       |
| 1933 | 247       |
| 1939 | 212       |
| 2002 | 3         |
| 2010 | 3         |

## Kirche
Der weitaus größte Teil der Bewohner Norwilkischkens resp. Argenflur war vor 1945 evangelischer Konfession. Das Dorf war in das Kirchspiel der Kirche Szillen (der Ort hieß von 1938 bis 1946: Schillen, heute russisch: Schilino) eingepfarrt und damit Teil der Diözese Ragnit im Kirchenkreis Tilsit-Ragnit innerhalb der Kirchenprovinz Ostpreußen der Kirche der Altpreußischen Union. Heute liegt Stanowoje im Einzugsbereich zweier in den 1990er Jahren neu entstandenen evangelisch-lutherischen Gemeinden Sabrodino (Lesgewangminnen, 1938 bis 1946 Lesgewangen) und Bolschakowo (Groß Skaisgirren, 1938 bis 1946 Kreuzingen), die beide zur Propstei Kaliningrad (Königsberg) der Evangelisch-lutherischen Kirche Europäisches Russland gehören.